# Katarina Bulatović
Katarina Bulatović (Kragujevac, 1984. november 15. –) olimpiai ezüstérmes, Európa-bajnok, négyszeres bajnokok ligája-győztes szerb születésű montenegrói válogatott kézilabdázó, jobbátlövő, utolsó profi klubja a Győri Audi ETO KC volt mielőtt visszavonult volna.  Korábban pályára lépett Szerbia és Montenegró illetve a szétválás után Szerbia, majd Montenegró színeiben is.

## Pályafutása

### Klubcsapatokban
Szülővárosában, Kragujevacban kezdett kézilbdázni, majd kölcsönben játszott a ŽRK Knjaz Miloš csapatában, ahol a nemzetközi kupákban is bemutatkozhatott. Innen igazolt Belgrádba, a ŽRK Humel Lasta csapatához, amely szintén indulhatott az EHF-kupában. Ezután több külföldi ajánlatot is kapott, végül a dán sikercsapat, a Slagelse FH játékosa lett. Ezzel a csapattal nyerte első bajnokok ligája címét 2007-ben.
Hiába érezte jól magát Dániában, a következő szezonban a csapat anyagi gondokkal küszködött, így váltania kellett, a montenegrói Budućnost Podgorica csapatát választotta, amelynek edzője akkor Zsiga Gyula volt. Ezzel a csapattal – már Dragan Adžić edzősködése alatt – szerezte meg második Bajnokok Ligája győzelmét, a döntőben a Győri Audi ETO KC-t felülmúlva 2012-ben.
A következő szezont Romániában, a CS Oltchim Râmnicu Vâlcea csapatában töltötte, amely akkor több világklasszis játékost is soraiban tudhatott. A csapatnál azonban hamarosan anyagi problémák jelentkeztek, aminek hatására Bulatović a szezon végén távozott, és a Bajnokok Ligája címvédőjéhez, a Győri Audi ETO KC-hoz igazolt. Ezzel a csapattal nyerte harmadik Bajnokok Ligája címét 2014-ben. Nem érezte magát igazán jól a csapatban, a 2013-as világbajnokság után késve tért vissza klubjához, majd hamarosan bejelentette, hogy 2014 őszétől visszatér a Budućnost Podgoricába. A visszatérését követően újból, immár negyedszer is megnyerte a Bajnokok Ligáját 2015-ben. 2017-ben az orosz bajnok Rosztov-Don csapatához igazolt. Egy szezont követően visszatért a Podgoricához.
2019 nyarától újból a Győri Audi ETO kézilabdázója. 2019 telén bejelentette, hogy a 2019-2020-as szezon végén befejezi profi pályafutását, ám a koronavírus-járvány miatti leállást követően Bulatović úgy nyilatkozott, hogy szeretne ott lenni a 2020 nyaráról egy évvel elhalasztott olimpián a montenegrói csapattal, így 2020 szeptemberéig hosszabbított a magyar csapattal. Ámde, a 2020. június 29-ei hivatalos közlemény szerint az EHF (Európai Kézilabda Szövetség), törölte a 2019/20-as szezon hátralévő részét, és nem fog rendezni a májusról szeptemberre áthelyezett Final4-t, vagyis nem lesz budapesti döntő, így Bulatović úgy nyilatkozott, hogy nincs értelme folytatnia karrierjét, mert ő csak a Final4 miatt vállalt még be pár hónapot. Tehát Katarina Bulatović hivatalosan is befejezte profi kézilabda pályafutását.

## Sikerei
- Dán bajnokság győztese: 2007
- Montenegrói bajnokság győztese: 2008, 2009, 2010, 2011, 2012, 2015, 2016, 2017
- Román bajnokság győztese: 2013
- Magyar bajnokság győztese: 2014
- Orosz bajnokság győztese: 2018
- EHF-bajnokok ligája győztese: 2007, 2012, 2014, 2015
- EHF-kupagyőztesek Európa-kupája győztese: 2010
- Európa-bajnokság győztese: 2012
- Olimpiai ezüstérmes: 2012